# Carbinea wunderlichi
Carbinea wunderlichi là một loài nhện trong họ Stiphidiidae.
Loài này thuộc chi Carbinea. Carbinea wunderlichi được V. T. Davies miêu tả năm 1999.